# Mohamed Salman al-Khuwalidi
Mohamed Salman al-Khuwalidi (Arabia Saudí, 19 de junio de 1981) es un atleta saudí especializado en la prueba de salto de longitud, en la que consiguió ser medallista de bronce mundial en pista cubierta en 2008.

## Carrera deportiva
En el Campeonato Mundial de Atletismo en Pista Cubierta de 2008 ganó la medalla de bronce en el salto de longitud, con un salto de 8.01 metros, tras el sudafricano Godfrey Khotso Mokoena (oro con 8.08 metros) y el británico Chris Tomlinson (plata con 8.06 metros).